# Abelardo Moncayo Jijón

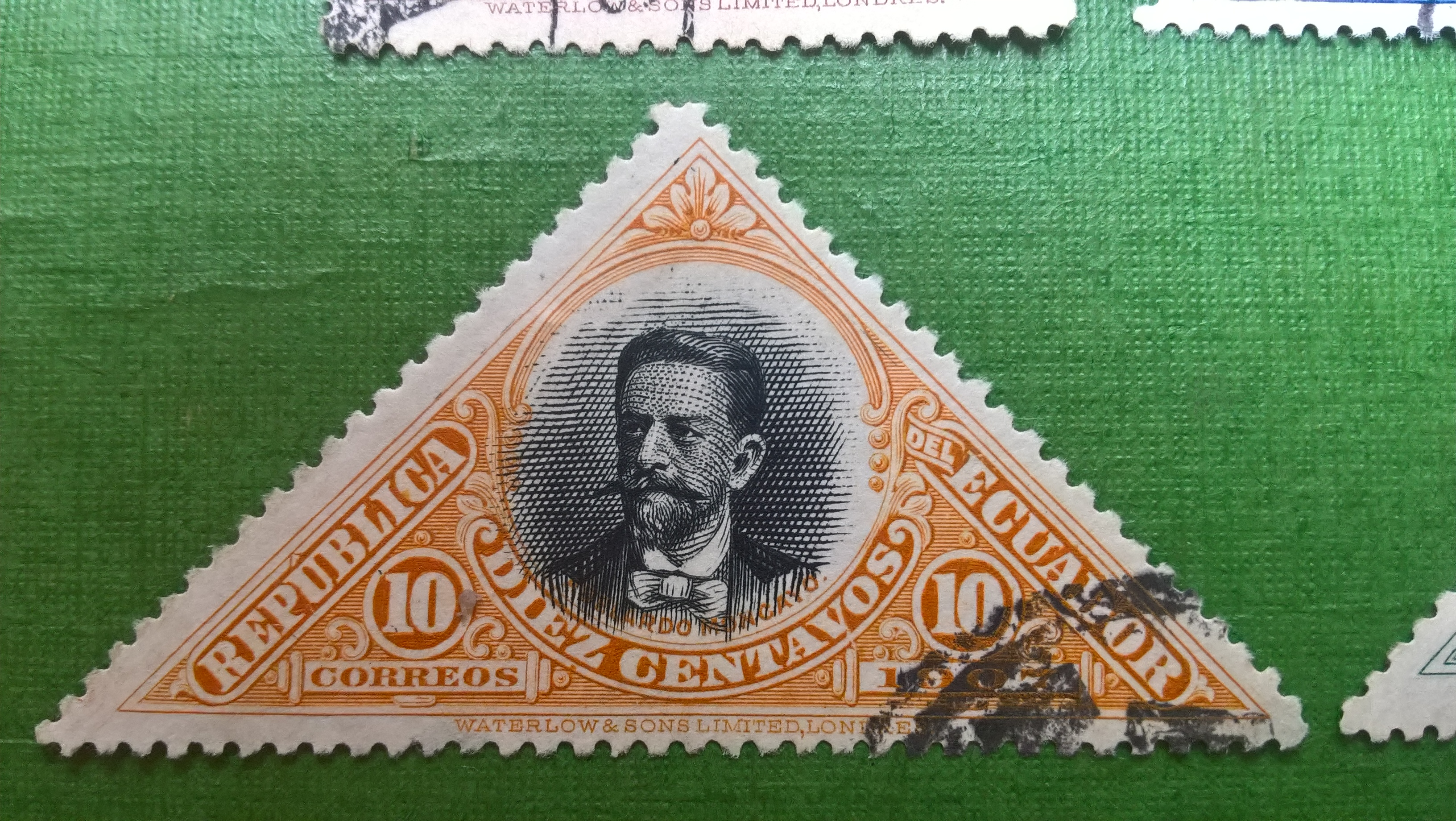
Timbre de 1907 à l'effigie d'Abelardo Moncayo

Abelardo Moncayo Jijón (6 juin 1847, Urcuquí - 29 juin 1917, Quito) fut un écrivain et homme politique équatorien. Enseignant dans sa jeunesse dans des institutions de la Compagnie de Jésus à Guayaquil, Riobamba et Cuenca, mais aussi admirateur de Garibaldi et lecteur du philosophe et polémiste équatorien Juan Montalvo, il quitta les Jésuites en janvier 1871, âgé de 24 ans dont 8 de noviciat.
Après avoir rencontré à Ipiales Juan Montalvo, dont il était devenu un fervent admirateur, il fonda à Quito une école supérieure de jeunes filles, et refusa avec indignation l'offre du président conservateur Gabriel García Moreno de diriger l'école Santa Prisca, tout en collaborant avec la presse libérale. Il participa directement à l'assassinat le 6 août 1875 de García Moreno. Poursuivi, il vécut reclus à l'hacienda La Quinta, proche d'Otavalo, de 1875 jusqu'à l'arrivée au pouvoir des libéraux sous la direction d'Eloy Alfaro en 1895, sans cesser de participer à la vie politique par des écrits polémiques.
Député, vice-président puis président de l'Assemblée Nationale, il œuvra en faveur de l'élection d'Eloy Alfaro à la présidence de la République (1897) et à la signature du contrat pour l'achèvement du chemin de fer de Quito à Guayaquil. Sous la première mandature d'Eloy Alfaro, entre 1897 et 1901, il occupa également les postes de gouverneur de la province de l'Imbabura et de ministre de l'Intérieur. À la fin de la mandature d'Alfaro, Moncayo prit le parti de Leónidas Plaza Gutiérrez pour lui succéder, puis s'opposa durement au gouvernement de Lizardo García (es) en 1905 et 1906. Revenu au premier plan en 1906 avec le retour au pouvoir du général Alfaro, il fut chargé intérimaire du pouvoir exécutif pendant plusieurs mois lorsqu'Alfaro se trouva indisponible pour raisons de santé en 1908. Tombé en disgrâce immédiatement après, Alfaro l'accusant d'intriguer en faveur de son beau-frère le général Andrade, il fut alors écarté de la présidence du sénat. Retiré de la vie politique puis exilé à partir de 1912 à Lima, il revint en Équateur en 1915 pour y finir ses jours.

## Sources
Cet article est largement basé sur l'article Moncayo Jijón, Abelardo, du dictionnaire biographique de l'Équateur de Rodolfo Pérez Pimentel.